# Philippe Gardent
Pour les articles homonymes, voir Gardent et Philippe Gardent (football américain).
Philippe Gardent, né le 15 mars 1964 à Belleville (Rhône), est un joueur puis entraîneur français de handball.
Évoluant au poste de pivot, il est notamment quintuple Champion de France et est l'un des piliers des « Barjots » qui ont remporté la médaille de bronze aux Jeux olympiques de 1992 à Barcelone puis le titre mondial en 1995.
Il choisit de devenir entraîneur en 1996, et dirige pendant 14 saisons l'équipe de Chambéry, avec laquelle il devient champion de France en 2001. En 2012, il prend la tête du Paris Saint-Germain Handball avec lequel il remporte deux championnats, deux coupes de France et un Trophée des champions en trois saisons dans la capitale. Il poursuit sa carrière d'entraîneur au Fenix Toulouse qu'il dirige pendant six saisons, obtenant plusieurs qualifications au Final Four de coupe de la Ligue et deux qualifications européennes. Après avoir été sollicité pour mettre en place un projet pour le Grand Bordeaux en 2021, il est nommé entraîneur du Pays d'Aix UC pour la saison 2023/2024.

## Biographie
Né à Belleville au cœur du Beaujolais, Philippe Gardent est le dernier des six enfants de la famille issue bien avant des montagnes alpines, dans l'Oisans. Il suit ses parents au gré des déménagements de ceux-ci, son père travaillant chez Matra et sa mère sage-femme et directrice de maternité. Après avoir essayé le judo, il découvre le handball avec M. Magoudoux, directeur de l'école primaire « les Coudray » à Maurepas en région parisienne, puis intègre la section sports-études de Chartres aux côtés de Thierry Perreux, un autre futur Barjot qui deviendra bien des années plus tard son adjoint au Paris S-G.

### Joueur en club
Après avoir évolué au Stade français, il rejoint en 1982 le PUC, l'un des meilleurs clubs français des années 1970 mais qui a été relégué en Nationale 2 un an plus tôt. Avec Pascal Mahé et Nicolas Cochery, il forme le trio d'avenir du PUC qui retrouve la Nationale 1 malgré la défaite en finale face au FC Mulhouse. En septembre, il connaît d'ailleurs ses premières sélections nationales.
Mais le PUC ne parviendra jamais à retrouver son niveau d'autant et en 1985, Gardent prend la direction de l'USM Gagny, le meilleur club français de l'époque où il remporte ses premiers titres, le championnat de France en 1986 et 1987 et la Coupe de France 1987.
Il prend ensuite la direction du Midi, d'abord à l'USAM Nîmes entre 1990 et 1992 où il devient Champion de France 1991. Puis c’est à l'OM Vitrolles entre 1992 à 1996 qu’il enrichit son palmarès de la première en Coupe d’Europe d’un club français, la Coupe des Coupes en 1993, mais aussi à l'échelon national avec deux nouveaux titres de champion de France en 1994 et 1996 et deux coupes de France en 1993 et 1995.

### Joueur en équipe de France

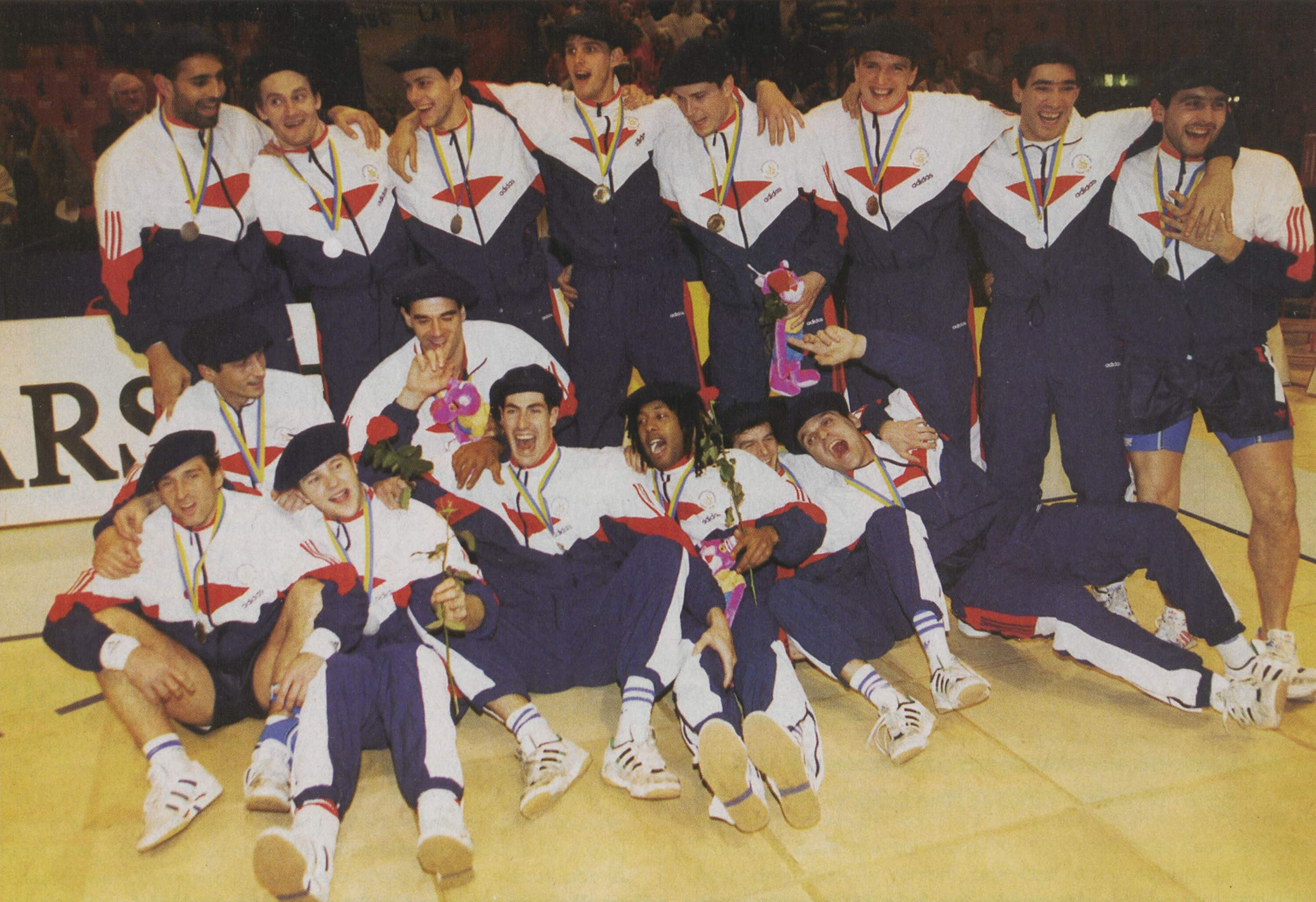
Gardent, en bas à droite, est vice-champion du monde en 1993 avec Les Barjots.

En septembre 1983, Gardent connait sa première sélection en équipe de France et... son premier carton rouge à l'occasion des Jeux méditerranéens, terminés à la cinquième place.
Sélectionné à 298 reprises de 1983 à 1995, équipe dont il est le capitaine de nombreuses années durant,, il prend part à l'ascension des Bleus qui, sous la houlette de Daniel Costantini, passe de la division C (3e division mondiale) au titre de Champion du monde en 1995.
Ainsi, il termine à la 5e place du Championnat du monde B 1989, ce qui permet à la France de participer au Championnat du monde 1990. La victoire lors du match pour la 9e place qualifie les Bleus pour les Jeux olympiques de 1992 à Barcelone.
La grande saga des Barjots débute avec une médaille de bronze aux JO de Barcelone, puis une première confirmation avec une place de finaliste lors du championnat du monde de 1993 contre la Russie. Enfin, c'est en 1995 qu'il obtient la consécration avec le titre mondial contre la Croatie, le premier titre mondial obtenu par une équipe de sport collectif française.
Cette épopée, qui se termine par une 4e place aux Jeux olympiques d'Atlanta, est obtenue grâce à une équipe de joueurs à fortes personnalités comme Gardent tels que Denis Lathoud, Frédéric Volle, Stéphane Stoecklin ou Jackson Richardson qui seront d'abord connus sous le nom des « bronzés » après 1992, puis des Barjots, surnom que Gardent donne pour décrire ses coéquipiers à la veille de finale du championnat du monde de 1993.

### Entraîneur

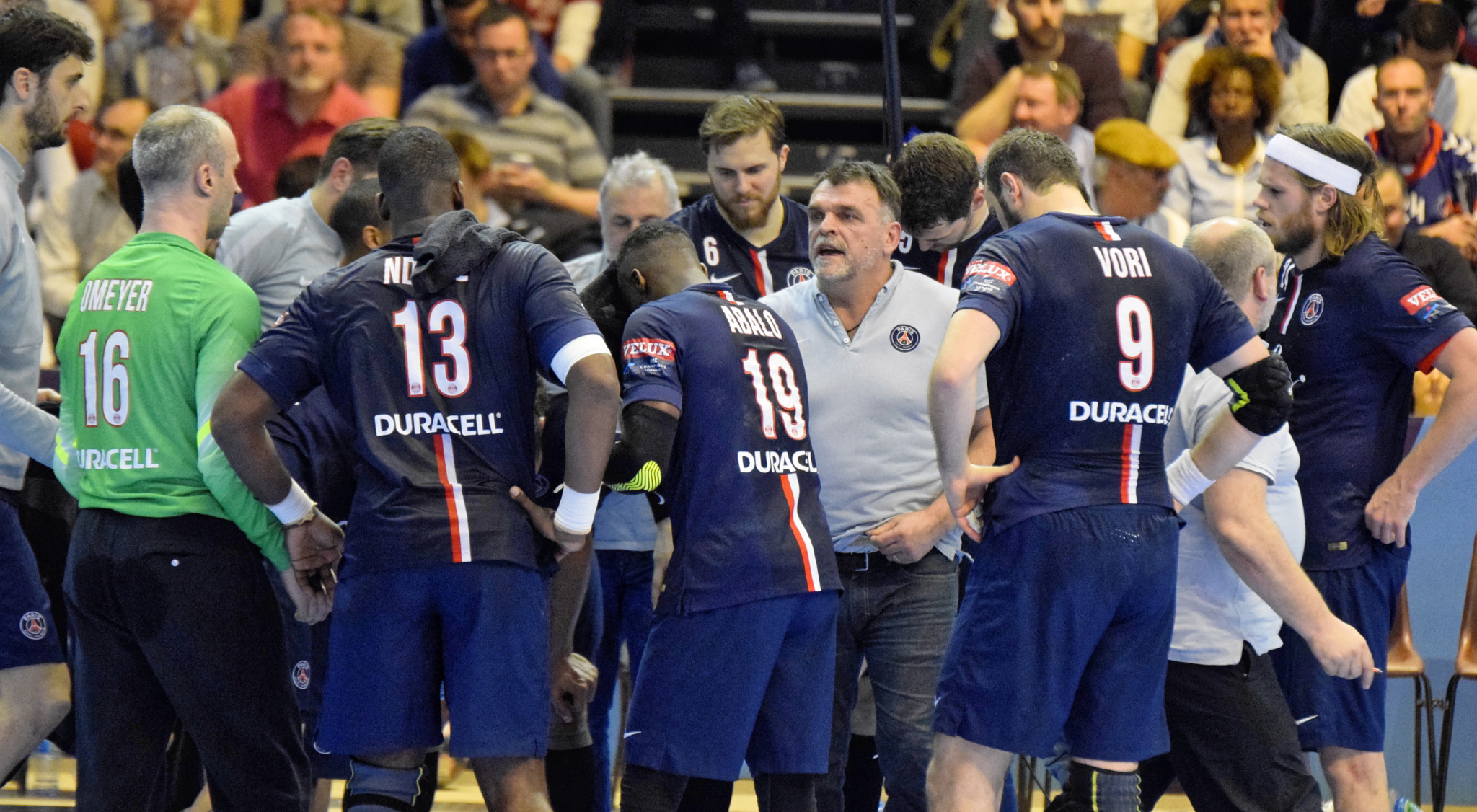
Philippe Gardent au milieu de ses joueurs du Paris Saint-Germain, le 12 avril 2015.

À la suite du retrait de l'OM-Vitrolles, il prend en août 1996 la responsabilité technique du club de handball du Stade Olympique de Chambéry. Sous sa direction, le club grandit : les licenciés doublent, une nouvelle salle est construite et surtout sur le plan sportif, le club devient le véritable deuxième club français derrière le Montpellier Handball avec trois deuxièmes places consécutives en championnat entre 1998 et 2000. Cela se concrétise par un titre de champion de France en 2001 et une coupe de la Ligue en 2002. S'il ne parvient pas à remporter d'autres titres, il installe durablement le club chambérien en tant que deuxième club français, multipliant les titres de vice-champion de France et les finales de coupe de France ou de la Ligue entre 1998 et 2012.
S'il espère à un moment donné devenir le sélectionneur de l'équipe de France à la suite de Claude Onesta, il quitte Chambéry en juin 2012 après 16 ans sur le banc savoyard pour rejoindre le Paris Saint-Germain Handball où, dès sa première année, il remporte douze ans plus tard son second titre de champion de France en 2013. Doté du plus gros budget d'Europe (13,5 millions d'euros) et renforcée avec notamment l'arrivée de Narcisse, Vori et Császár, le PSG nourrit en début de saison 2013-2014 de fortes ambitions, notamment sur le plan européen. Finalement, le club et Gardent rencontrent de nombreuses difficultés tout au long de la saison et doit attendre son dernier match de l'année pour remporter un trophée, la Coupe de France. Auparavant, le club a été éliminé en demi-finale du Trophée des champions et en Coupe de Ligue, s'est incliné en quart de finale de la Ligue des champions puis Gardent a décroché lors de la dernière journée la 2e place en championnat pour la 11e fois de sa carrière, laissant le titre à Dunkerque.
Au soir du titre de champion de France 2014-2015 remporté par le Paris Saint-Germain Handball, il annonce qu'il quitte le club capitale pour rejoindre le Fenix Toulouse Handball où il devient manager général pour une durée de trois ans,.
Avec Toulouse, il permet au club de se maintenir en milieu de tableau avec comme point d'orgue la seconde finale du club en Coupe de la Ligue en 2018 et une 5e place en Championnat en 2020.
En 2021, libre de tout engagement puisque son contrat avec le Fenix Toulouse prend fin, il devient manager général du Bruges Lormont Handball, club de Nationale 1 élite (D3), au cœur d'un projet de développement d'un grand club masculin de handball sur la métropole bordelaise,.
Gardent entame alors une nouvelle carrière et une nouvelle manière d’exercer son métier. Dès sa première année au club, le BBL est champion de France de N1 et promu en deuxième division professionnelle. Néanmoins, au terme d'une saison 2022-2023 terminée à une belle 8e place, le club est contraint d'arrêter sa structure professionnelle et relégué.
Pour la saison saison 2023-2024, il devient l'entraîneur du Pays d'Aix UC, assurant la jonction entre le départ de Thierry Anti en mars 2023 et l'arrivée de Magnus Andersson à l'été 2024.

### Divers
En 1995, alors qu'il évolue à l'OM Vitrolles, il s'oppose ouvertement au Front national lors de l'élection municipale de Vitrolles où Bruno Mégret échoue de justesse au second tour.
En septembre 2003, Belleville, sa ville natale, a inauguré un nouveau gymnase baptisé en son honneur.
En 2015, pour le Groupe TF1, il commente aux côtés de Christophe Jammot, la demi-finale et la finale lors du championnat du monde de handball,.
Cette coopération avec la première chaîne va être réitéré en janvier 2017, il est consultant sur TF1 et TMC pour commenter le quart de finale, la demi-finale, et la finale victorieuse de l'équipe de France masculine dans le championnat du monde avec Grégoire Margotton. Le dimanche 27 mai 2018, il commente la finale de la Ligue des champions de handball avec Grégoire Margotton sur TFX. À la suite de la qualification de trois clubs en final four de la compétition, le groupe TF1 trouve un accord de codiffusion avec BeIn Sports pour retransmettre la rencontre sur TFX.
Puis à partir de 2019, son duo avec Grégoire Margotton est confirmé. Ensemble, ils commentent, sur TF1, TMC ou TFX, jusqu'à cinq matchs de l'Équipe de France, lors des compétitions européennes et mondiales. Le groupe TF1 ayant acquis les droits de diffusion des matchs de l'équipe de France masculine jusqu'au championnat d'Europe 2024 (2020, 2022, 2024) et le Championnat du monde 2025 (2019,, 2021, 2023, 2025).
En mars 2021, il commente les trois matchs du Tournoi de Qualification Olympique avec l'Équipe de France retransmis sur TMC. En janvier 2022, il est exceptionnellement remplacé par Nodjialem Myaro aux commentaires de la demi-finale France-Suède retransmise sur TF1, après être tombé malade.
Il est nommé chevalier de la Légion d'honneur le 14 avril 2017.

## Palmarès de joueur

### Club
Compétitions internationales
- Coupe d'Europe des vainqueurs de coupe (C2)
  - Vainqueur (1) : 1993
  - Finaliste en 1994

Compétitions nationales
- Championnat de France
  - Vainqueur (5) : 1986, 1987, 1991, 1994 et 1996.
  - Deuxième en 1992, 1993, 1995
  - Troisième en 1988, 1989 et 1990
- Coupe de France
  - Vainqueur (3) : 1987, 1993, 1995.
  - Finaliste (3) : 1990, 1992, 1996.
- Championnat de France de Nationale 2
  - Finaliste (1) : 1983[3]

### Équipe nationale
- 298 sélections[4] et 638 buts en Équipe de France entre 1983 et 1995

Jeux olympiques
- Médaille de bronze aux Jeux olympiques 1992 de Barcelone,  Espagne

Championnats du monde
- 8e place au Championnat du monde B 1987 en  Italie
- 5e place au Championnat du monde B 1989 en  France
- 9e place au Championnat du monde 1990 en  Tchécoslovaquie
- Médaille d'argent au Championnat du monde 1993 en  Suède
- Médaille d'or au Championnat du monde 1995 en  Islande

Championnats d'Europe
- 8e place au Championnat d'Europe 1994 au  Portugal

Autres compétitions
- 5e place aux Jeux méditerranéens de 1983 à Casablanca,  Maroc
- Médaillé d'argent aux Jeux méditerranéens de 1987 à Lattaquié,  Syrie
- Médaille d'or aux Goodwill Games de 1994 à Saint-Pétersbourg en  Russie

### Distinctions individuelles
- Élu meilleur pivot français de tous les temps (« Sept de diamant ») en 2002

## Palmarès d'entraîneur

### Club
- Championnat de France (3) : 2001 (avec Chambéry), 2013, 2015 (avec Paris SG)
  - Vice-champion (11) : 1998, 1999, 2000, 2002, 2003, 2006, 2008, 2009, 2010, 2011, 2012, 2014
- Coupe de la Ligue (1) : 2002
  - Finaliste (2) : 2011, 2018
- Coupe de France (2) : 2014, 2015
  - Finaliste (5) : 2002, 2005, 2009, 2011, 2013
- Trophée des champions (1) : 2014-15
- Championnat de France de Nationale 1 (D3) (1) : 2022 (avec Bordeaux Bruges Lormont)

### Distinctions individuelles
- Élu meilleur entraineur du championnat de France (2) : 2001[30], 2011[31]